# Léon Maisonnave
Jean Léon Maisonnave (14 de outubro de 1882 — 20 de novembro de 1913) foi um ciclista francês que participou na corrida de velocidade nos Jogos Olímpicos de Verão de 1900 em Paris.